# Pajarita Rayada
Pajarita Rayada es el nombre de una variedad cultivar de manzano (Malus domestica). Esta manzana está cultivada en diversos viveros entre ellos algunos dedicados a conservación de árboles frutales en peligro de desaparición, así como en parcelas de cultivos de organismos autónomos de conservación de las variedades hortícolas y frutales de la herencia. Esta manzana es originaria del Archipiélago canario (La Orotava, isla de Tenerife),donde tuvo su mejor época de cultivo comercial anterior a la década de 1960, y actualmente en menor medida aún se encuentra.

## Sinónimos
- "Manzana Pajarita Rayada".[6][8][9][10]

## Historia
La llegada de los manzanos al Archipiélago canario, se produjo tras la conquista castellana. Ya en la primera mitad del siglo XVI, se conocían múltiples variedades de manzanas plantadas en las islas.
Las Islas Canarias presentan unas condiciones de clima y de suelos excelentes para el cultivo del manzano, en la ecozona de "Medianías Frescas" del norte de las islas canarias occidentales, y de la isla de Tenerife, dada las altas necesidades de horas de frío y de humedad que presenta el cultivo del manzano.
'Pajarita Rayada' se encuentra en Benijos, en el valle de La Orotava, está considerada incluida en las variedades locales autóctonas muy antiguas, cuyo cultivo se centraba en comarcas muy definidas. Se caracterizaban por su buena adaptación a sus ecosistemas y podrían tener interés genético en virtud de su adaptación. Se encontraban diseminadas por todas las regiones fruteras españolas, aunque eran especialmente frecuentes en la España húmeda. Estas se podían clasificar en dos subgrupos: de mesa y de sidra (aunque algunas tenían aptitud mixta).
'Pajarita Rayada' es una variedad mixta, clasificada como de mesa, también se utiliza en la elaboración de sidra; difundido su cultivo en el pasado por los viveros comerciales y cuyo cultivo en la actualidad se ha reducido a huertos familiares y jardines privados.

## Características
El manzano de la variedad 'Pajarita Rayada' tiene un vigor alto; florece a finales de abril; tubo del cáliz alargado, ancho, , comunicándose con el eje del corazón, y con los estambres situados por debajo de la mitad.
La variedad de manzana 'Pajarita Rayada' tiene un fruto de tamaño pequeño a medio; forma cónica o cónico-truncada, voluminosa desde la mitad hacia su base y a veces forma cuello unos dos centímetros por debajo de su cima, contorno oblongo en la mayoría; piel fuerte, con brillo; con color de fondo amarillo-verdoso, siendo la intensidad del color del sobre color pálida, el color del sobre color rojo pálido, distribución del sobre color en chapa/rayas, presentando chapa que cubre la zona expuesta al sol con un tono rojo pálido sobre el cual hay rayas de rojo más intenso, acusa punteado de tamaño medio  blanquinoso entremezclado de alguno ruginoso, y una sensibilidad al "russeting" (pardeamiento áspero superficial que presentan algunas variedades) muy débil; pedúnculo largo y de grosor medio sobresaliendo un poco por encima del borde, anchura de la cavidad peduncular es variable, profundidad de la cavidad pedúncular variable, borde irregular, con chapa ruginosa en la pared de la cubeta que sobresale a la epidermis, y con importancia del "russeting" en cavidad peduncular fuerte; anchura de la cavidad calicina variable, profundidad de la cav. calicina poco profunda, fondo fruncido y ondulado levemente en los bordes, y de la importancia del "russeting" en cavidad calicina débil; ojo medianamente grande, cerrado o entreabierto; sépalos cortos, con disposición variable, y con la base de los sépalos superpuestos.
Carne de color blanco-crema; textura intermedia, firme, jugosa; sabor característico de la variedad, acidez media-alta, de dulzor medio, poco aromática; corazón  bulbiforme; eje abierto, cavernoso; celdas anchas y arriñonadas con rayas lanosas; semillas puntiagudas e irregulares, poco abundantes, ºBrix 12.
La manzana 'Pajarita Rayada' tiene una época de maduración y recolección temprana a finales de agosto-principio de septiembre . Tiene uso mixto pues se usa como manzana de mesa fresca, y también como manzana para elaboración de sidra.